# Johannes Knebel
Pour les articles homonymes, voir Knebel.
Johannes Knebel, né vers 1413/1415 et mort entre début mai et début juillet 1481, est chapelain de la cathédrale de Bâle et chroniqueur.

## Biographie
Johannes Knebel naît vers 1413/1415.
Il est le fils d'un conseiller de la corporation des tisserands. Il est bachelier ès arts à Heidelberg en 1435, prêtre en 1441 et chapelain du prévôt de la cathédrale, Georg von Andlau, en 1442: plus tard chapelain principal de la cathédrale, chanoine du chapitre de Lutenbach près de Guebwiller en Alsace, notaire impérial, et en 1460 premier notaire de l'université de Bâle dès sa fondation. Il est auteur d'un Diarium embrassant les années 1473-1479, une source importante pour l'histoire du Haut-Rhin.
Johannes Knebel meurt entre début mai et début juillet 1481.